# A Message from Mars
Pour plus de détails, voir Fiche technique et Distribution.
A Message from Mars est un film américain réalisé par Maxwell Karger, sorti en 1921.

## Synopsis
Horace Parker, un jeune et riche égoïste, a accepté de financer un système de communication avec Mars à condition d'être crédité comme son inventeur. Un soir, il reste chez lui pour en étudier les plans plutôt que d'aller à une soirée avec Minnie, sa fiancée. Comme il s'endort, un personnage lui apparaît, qui se présente comme un messager en provenance de Mars, dont la mission est de convertir l'homme le plus égoïste de la Terre. Il montre à Horace la pauvreté qui règne dans les rues et lui fait entendre les reproches de Minnie à son sujet. Emmené chez un soldat dont il a refusé d'aider la femme, il se réveille pour découvrir leur maison en feu, et sauve alors la femme. Il invite ensuite d'autres infortunés chez lui, et regagne ainsi l'estime de Minnie.

## Fiche technique
- Titre original : A Message from Mars
- Réalisation : Maxwell Karger

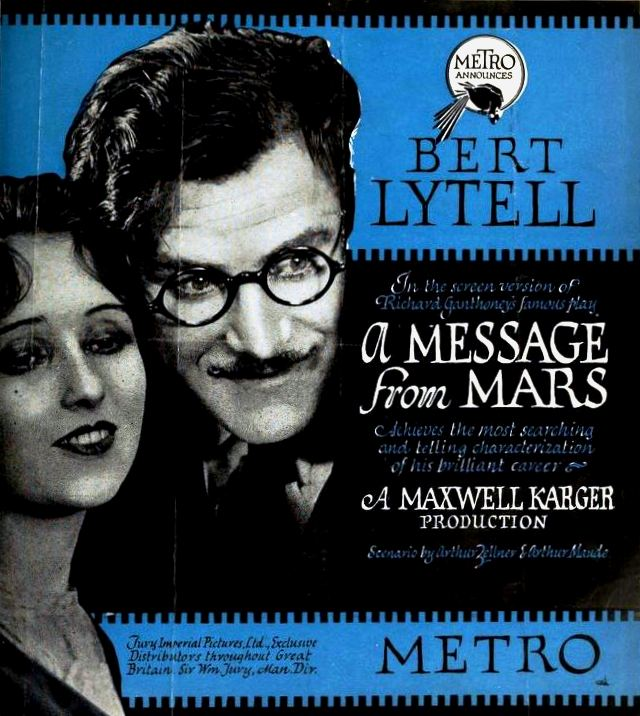
Publicité parue dans Film Daily.

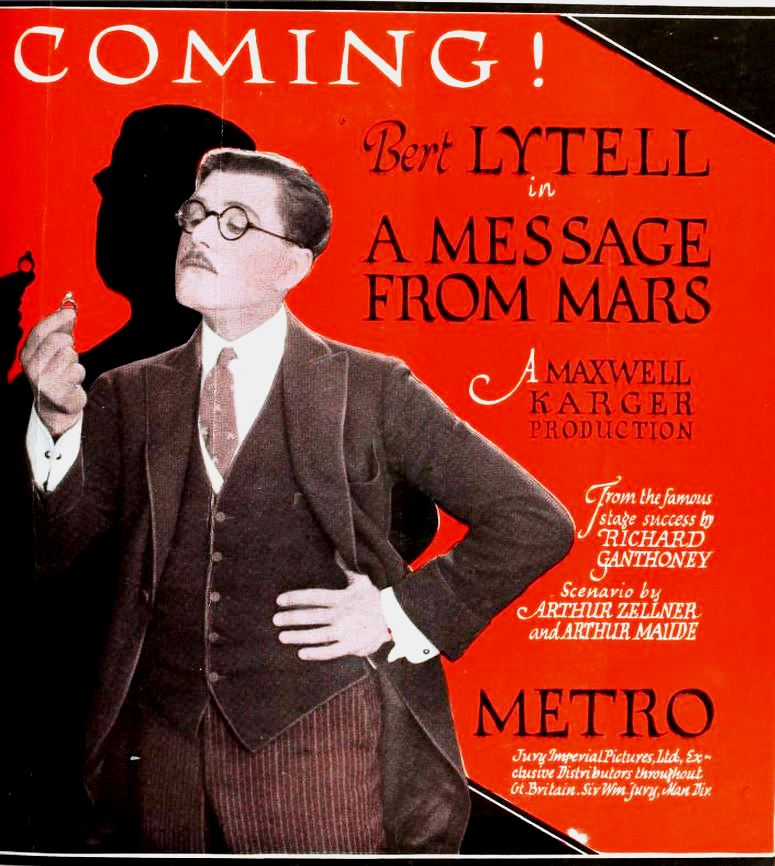
Publicité parue dans Film Daily.

- Scénario : Arthur J. Zellner, Arthur Maude, d'après la pièce A Message From Mars; a Fantasy-Comedy in Three Acts de Richard Ganthony
- Photographie : Arthur Martinelli
- Société de production : Metro Pictures Corporation
- Société de distribution : Metro Pictures Corporation
- Pays d'origine :  États-Unis
- Langue originale : anglais
- Format : noir et blanc — 35 mm — 1,37:1 — Film muet
- Genre : Comédie fantastique
- Durée : 6 bobines
- Dates de sortie :  États-Unis : 11 avril 1921
- Licence : Domaine public

## Distribution
- Bert Lytell : Horace Parker
- Raye Dean : Minnie Talbot
- Maud Milton : Martha Parker
- Alphonse Ethier : le Messager
- Gordon Ash : Arthur Dicey
- Leonard Mudie : Fred Jones
- Mary Beaton : Mrs. Jones
- Frank Currier : Sir Edwards
- George Spink : le maître d'hôtel

## Autour du film
- Ce film est le remake du film britannique A Message from Mars de J. Wallett Walker (1913)